# Earl Lindo
Earl Wilberforce "Wire" Lindo (7 de enero de 1953 – Londres, 4 de septiembre de 2017), a veces llamado Wya, fue un músico jamaicano, conocido principalmente por ser el teclista del grupo de música reggae Bob Marley and the Wailers, aunque colaboró con otros artistas de reggae como Burning Spear.

## Biografía
Ya en el instituto, Lindo comenzó a trabajar con artistas como Barry Biggs, Mikey "Boo" Richards o Ernest Wilson en the Astronauts, y posteriormente fue el organista de la banda Now Generation, en Tommy McCook y los Supersonics y the Meters. Aston "Familyman" Barrett escuchó a Lindo y le recomendó para tocar en el programa de televisión Where It's At de la JBC. Lindo también estuvo los primeros años trabajando como músico de estudio del sello Studio One en Coxsone Dodd. 
En 1973, fue invitado a unirse a The Wailers en la gira por los Estados Unidos y a tocar en el álbum Burnin'. Dejó the Wailers en 1974 para unirse a la banda de Taj Mahal.
Lindo tocó el álbum acreditado en Impact All-Stars. Grabado en 1975 en el Randy's Studio 17, el álbum es una recopilación de éxitos de música Dub. En su regreso a Jamaica empezó a colaborar para artistas como Big Youth, Culture, I Roy y Al Brown, y obtuvo algunos éxitos en solitario con sencillos como "No Soul Today" y "Who Done It". En 1978 se volvió a unir a los Wailers en los discos Babylon by Bus, Survival y Uprising.
Lindo murió en un hospital de Londres el 4 de septiembre de 2017 a los 64 años, después de que lo ingresaran por unos dolores estomacales. Entre otros tributos, La Ministra de Cultura Olivia Grange dijo de él que fue "un músico excepcionalmente talentoso que jugó un papel fundamental junto a Bob Marley y los Wailers en el éxito global de la música reggae de Jamaica."